# Liste der Inseln in El Salvador
Dies ist eine Liste der Inseln in El Salvador, sie beinhaltet sowohl bewohnte öffentliche Inseln als auch unbewohnte Inseln in El Salvador die auch unter militärischer Verwaltung des Ministerio de la Defensa Nacional de El Salvador stehen. Die Liste erhebt keinen Anspruch auf Vollständigkeit.
| Name (offizielle Bezeichnung) | Fläche    | Lage              | Bemerkungen                                                                                  | Departamento                 |
| ----------------------------- | --------- | ----------------- | -------------------------------------------------------------------------------------------- | ---------------------------- |
| Isla Martín Pérez             | 0,6 km²   | Golf von Fonseca  | unbewohnt, unter Militärverwaltung                                                           | Fuerza Armada de El Salvador |
| Isla Zacatillo                | 4 km²     | Golf von Fonseca  | bewohnte Insel                                                                               | Departamento La Unión        |
| Isla Montecristo              |           | Río Lempa         | bewohnte Flussinsel mit Hotel                                                                | Departamento San Vicente     |
| Isla Meanguera del Golfo      | 16,68 km² | Golf von Fonseca  | bewohnte Insel                                                                               | Departamento La Unión        |
| Isla Conchagüita              | 8,45 km²  | Golf von Fonseca  | zeitweise bewohnte Insel                                                                     | Departamento La Unión        |
| Isla Perico                   | 1,02 km²  | Golf von Fonseca  | bewohnte Insel                                                                               | Departamento La Unión        |
| Isla San Juan del Gozo        | 1,92 km²  | Pazifischer Ozean | bewohnte Halbinsel                                                                           | Departamento Usulután        |
| Isla Espiritu Santo           |           | Pazifischer Ozean | unbewohnte Insel                                                                             | Departamento Usulután        |
| Isla Meanguerita              | 0,35 km²  | Golf von Fonseca  | unbewohnte Insel                                                                             | Departamento La Unión        |
| Isla Chuchito                 |           | Golf von Fonseca  | unbewohnte Insel                                                                             | Departamento La Unión        |
| Isla Ilca                     |           | Golf von Fonseca  | unbewohnte Insel                                                                             | Departamento La Unión        |
| Isla Coromonte                | 3 km²     | Pazifischer Ozean | unbewohnte Insel                                                                             | Departamento La Unión        |
| Isla Periquito                |           | Golf von Fonseca  | bewohnte Insel                                                                               | Departamento La Unión        |
| Isla Coyote                   |           | Golf von Fonseca  | bewohnte Insel                                                                               | Departamento La Unión        |
| Isla Conejo                   | 0,5 km²   | Golf von Fonseca  | unbewohnt, unter Militärverwaltung seit Anfang der 1900er Jahre vom Militär Honduras besetzt | Streitkräfte von Honduras    |